# Tomáš Moudrý
Tomáš Moudrý (* 18. srpna 1991, Sluhy) je profesionální český fotbalista, obránce, který v současnosti hraje za druholigový klub FK Bohemians Praha. Je svobodný, bezdětný.
Pochází z malého městečka Sluhy v okrese Praha-východ, kde začal svou fotbalovou kariéru v Tj Sokol Sluhy. V deseti letech odešel do Satalic, odkud poté přestoupil do FC Bohemians Praha. Úspěšně dokončil maturitní vzdělání na První soukromé hotelové škole. Od mládí je fanouškem Londýnského klubu Arsenal FC. Jeho hráčským idolem se stal sparťanský obránce Tomáš Řepka.
Dne 8. května 2011 nastoupil v dresu FK Bohemians Praha k historicky prvnímu zápasu.

## Dosažené úspěchy
- 2007/2008 Vítěz mezinárodního turnaje v Sušici – 1. místo
- 2009/2010 Vítěz pražského přeboru a poháru PFS – 1. místo
- 2010 Nejlepší hráč 44. Ročníku ZT dorostu o pohár Ing. Jiřího Paroubka – 1. místo